# حرب العراق: تأريخ التعديلات في ويكيبيديا

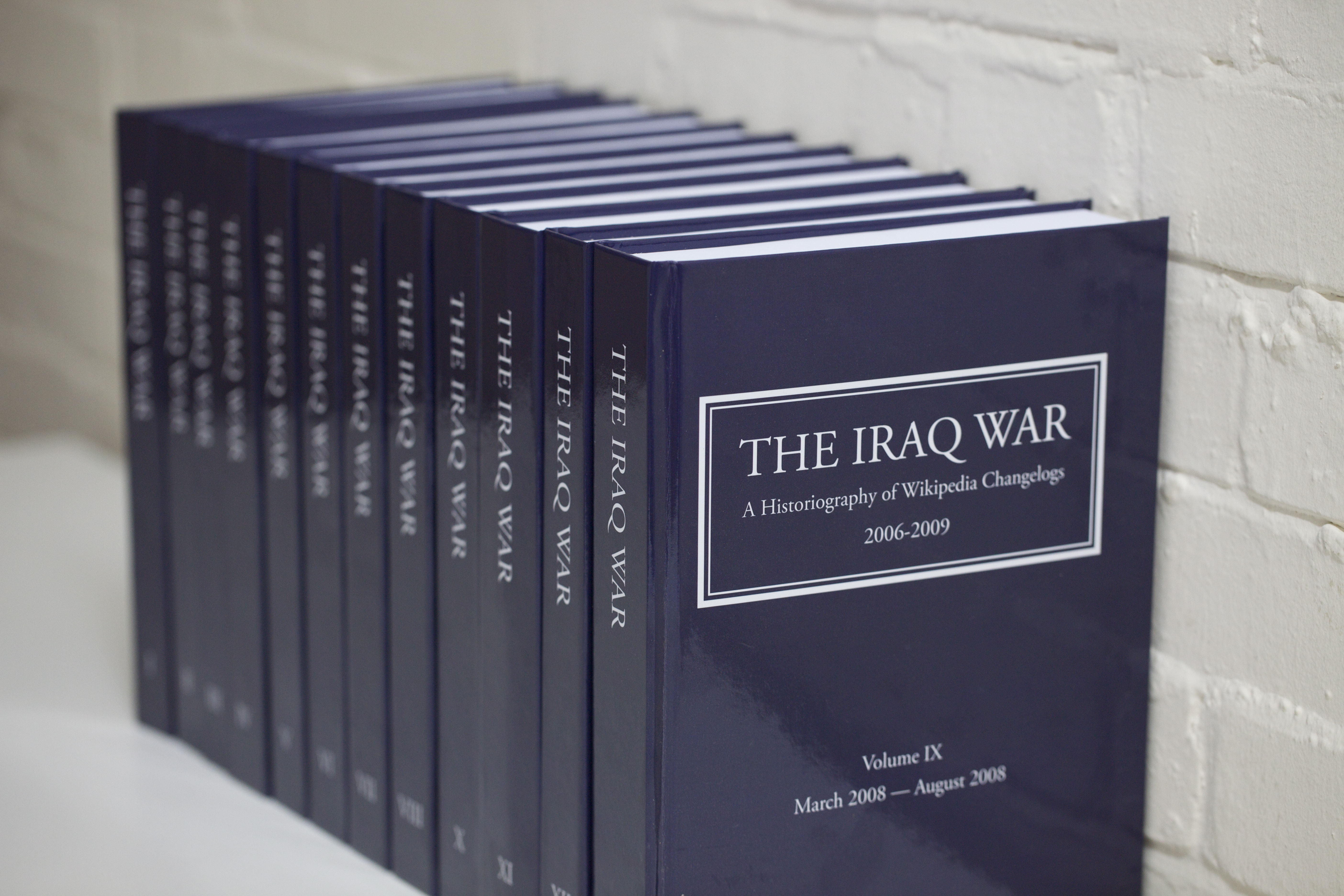
النسخة الوحيدة من المجلد والذي يضم 12 كتابا

حرب العراق: تأريخ التعديلات في ويكيبيديا (بالإنجليزية: The Iraq War: A Historiography of wikipedia Changelogs)‏ هو مؤلف ضخم يتكون من 12 كتابا مطبوعا يضم كل التغييرات والتعديلات التي طرأت في ويكيبيديا الإنجليزية على مقالة حرب العراق من كانون الأول/يسمبر 2004 إلى تشرين الثاني/نوفمبر 2009، وقد بلغ عدد التعديلات في تلك المقالة 12,000 تعديلا مما استوجب 7000 صفحة ورقية لاحتواء كل ذلك.
المؤلَّف مجموعة كتب «فنية» الهدف منها هو تأريخ مرحلة مهمة من مراحل الموسوعة الويكيبيدية خاصة الإنجليزية منها لذلك لم يتم توزيعه قصد البيع باستثناء مجلد واحد صَدر ووزع عام 2010 لكن لم يكن القصد من وراء ذلك البيع أو التجارة فيه. وقد ذكر مؤلف المجلد أن مجموعة الكتب (عددها 12) تم عرضها في صالات العرض في الولايات المتحدة وفي أوروبا أيضا.

## المحتوى
المجلد هو توثيق تأريخي لإحدى حقب ويكيبيديا المهمة، وقد جمع مؤلفه (جيمس بريدل) فيه بين تقدم التكنولوجيا والطبعات الورقية، حيث يحتوي على أوراق مصورة للتعديلات التي تمت على مقالة حرب العراق في ويكيبيديا الإنجليزية طوال 5 سنوات، بما في ذلك الحجج والآراء وحتى التخريبات.

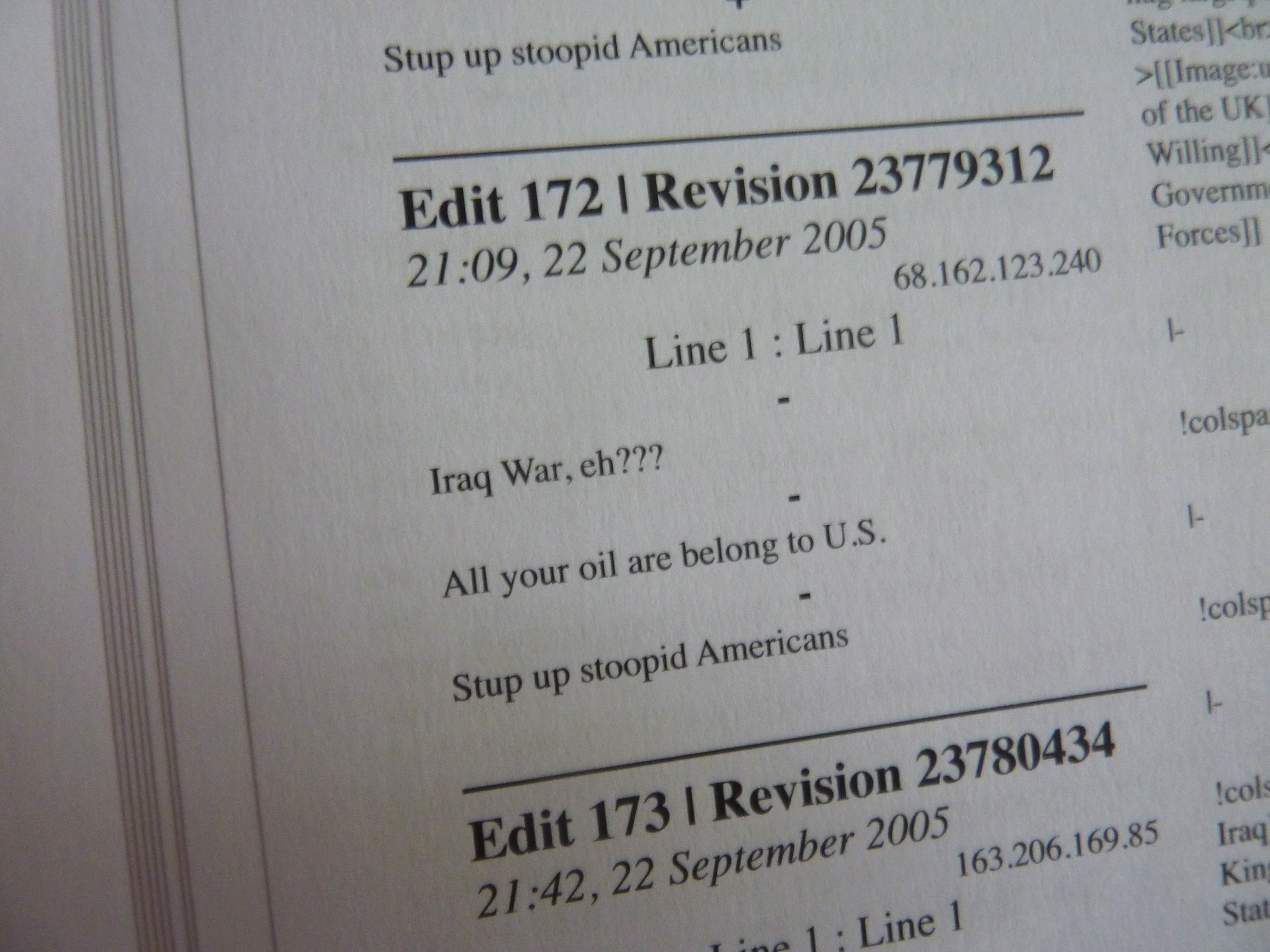
محتوى إحدى صفحات الكتاب

المشروع يُشجع المشاهدين والمطلعين على الكتاب في التأني والتفكير عند التحرير والمساهمة في صفحات موسوعة ويكيبيديا، كما يحاول توثيق حقبة تاريخية مهمة في الموسوعة. وقد ساعد الكتاب في اطلاع المؤرخين والباحثين وبقية المهتمين بالتاريخ على نوعية المساهمات في تلك الفترة والتي عادة ما تفقد بسبب تحديثها كل مرة. وقد ذكر بريدل أنه على الرغم من وجود زر تاريخ الصفحات والذي يقود الزائر مباشرة لأي تعديل كان إلا أن قلة قليلة من الناس تستخدمه.

## تقييمات
قامت ذا أتلانتيك بنشر مقال في هذا الصدد؛ حيث أكدت على أن ما قام به بريدل رائع، لأنه «من الجميل التأمل في تاريخ ويكيبيديا». أما مجلة تايم فقد وصفت المشروع بأنه «رائع»، ونفس الأمر بالنسبة لموقع ريد رايت (بالإنجليزية: ReadWriteWeb)‏ الذي أثنى على مشروع بريدل البناء.